# Leyser Chaverra
Leyser Chaverra Rentería (Quibdó, 1º aprile 1997) è un calciatore colombiano, difensore dell'Independiente Medellín.

## Caratteristiche tecniche
È un terzino destro.

## Carriera

### Nazionale
Con la nazionale Under-20 colombiana ha preso parte al campionato sudamericano 2017.